# Militärflugplatz Pruszcz Gdański

i7
i11
i13
Die 49. Baza Lotnicza (49. Luftbasis, ICAO-Code: EPPR) ist ein Militärflugplatz in Polen. Er wurde 1939 für die deutsche Luftwaffe errichtet und 1944 erweitert. Das Areal diente auch nach dem Zweiten Weltkrieg als Militärflugplatz. Der Flugplatz liegt auf dem Gebiet der Stadt Pruszcz Gdański/Praust, zwei Kilometer südöstlich des Stadtzentrums. Heute nutzen ihn die polnischen Heeresflieger als Hubschrauberstützpunkt.

## Geschichte

### Flugplatz Praust
Der Flugplatz entstand zu Beginn des Zweiten Weltkriegs für die deutsche Luftwaffe. In der Zeit von September 1940 bis Dezember 1944 diente er zukünftigen Luftfahrzeugführern der Flugzeugführerschulen am Flugplatz Danzig-Langfuhr als Übungsplatz. Im Juni 1941 wurde er kurzzeitig von der Nachtaufklärungsstaffel 3 genutzt.
Das Areal wurde mit Fortschreiten des Krieges zu einem Einsatzhafen inklusive einer Beton-Start- und -Landebahn ausgebaut und in den letzten Monaten des Krieges erneut von Einsatzstaffeln genutzt. Im Oktober lag hier die 10. Staffel des Nachtjagdgeschwaders 5 (10./NJG 5), später wurde er erneut Basis von Nahaufklärern. Die letzten deutschen Kampfstaffeln, die auf dem Platz stationiert waren, waren im Februar 1945 die 2. Staffel des Schlachtgeschwaders 9 (2..(Pz)/SG 9) und ein Detachment der I. Gruppe des Nachtjagdgeschwaders 100 (I./NJG 100).

### Militärflugplatz Pruszcz Gdański / 49. Baza Lotnicza
Die Luftstreitkräfte der Volksrepublik Polen nutzte den Flugplatz zunächst von Oktober 1953 bis 1966 als Basis des 25. Jagdbomberregiments, das 1952 in Słupsk-Redzikowo aufgestellt worden war. Zunächst war es mit Mikojan-Gurewitsch MiG-15 ausgerüstet. Später wurde das Regiment 1960 auf die polnischen MiG-Lizenzbauten Lim-2 und Lim-5 umgerüstet. Das Regiment wurde Anfang April 1968 aufgelöst.
Die polnischen Heeresflieger, damals Teil der Luftstreitkräfte, nutzten den Platz seither als Hubschrauberbasis. Der erste Helikopter des neu aufgestellten 49. Hubschrauberregiments, 49 Pułku Śmigłowców traf im Februar 1968 auf der Basis ein, seinerzeit die Mil Mi-2, die Ende jenes Jahres noch bei der Zerschlagung des Prager Frühlings zum Einsatz kamen.
Im Jahr 1981 erhielt das Regiment neue Mi-24D und sein Name wurde in 49. Kampfhubschrauberregiment, 49. Pułk Śmigłowców Bojowych, geändert. Die beiden sowjetischen Modelle wurden mehrere Jahrzehnte genutzt, wobei die ursprünglichen Baureihen im Laufe der Jahre durch modernisierte Varianten ersetzt wurden.
Das Regiment kam in den Jahren 2005 bis 2007 bei internationalen Missionen im Irak zum Einsatz, und anschließend von 2007 and 2008 unterstützte es alliierte Streitkräfte in Afghanistan.
Zum Jahreswechsel 2011/2012 wurde im Rahmen einer Umorganisation das 49. Kampfhubschrauberregiment aufgelöst und an seine Stelle trat die 49. Luftbasis.
Im Jahr 2025 trafen als Nachfolger der jahrzehntelang genutzten "Hinds" die ersten "Apache", zunächst geleaste AH-64D, ein.

## Militärische Nutzung
Er dient der 1. Heeresfliegerbrigade, poln.: 1 Brygada Lotnictwa Wojsk Lądowych (BLWL), der Polnischen Landstreitkräfte als Militärflugplatz. Zur 49. Luftbasis gehören drei fliegende Staffeln:
- 1. Eskadra Śmigłowców Szturmowych, Kampfhubschrauberstaffel ausgerüstet mit Mi-24W
- 2. Eskadra Śmigłowców, Hubschrauberstaffel, ausgerüstet mit leichten Kampfhubschraubern Mi-2URP
- 3. Eskadra Śmigłowców, Hubschrauberstaffel, ausgerüstet mit Trainingshubschraubern Mi-2NVG

## Zivile Nutzung
Der Flugplatz wird zivil mitgenutzt. Der zivile Bereich nördlich der Start- und Landebahn erfolgt insbesondere durch den Aeroclub Danzig. 